# Skupinová politika
Skupinová politika (anglicky Group Policy) je sada předvoleb v operačních systémech rodiny Windows NT pro nastavení prostředí pro uživatelské účty a počítače. Umožňuje centrálně spravovat a nastavovat operační systémy, aplikace a uživatelská nastavení v prostředí Active Directory. Soubor skupinových politik se nazývá objekty skupinové politiky (anglicky Group Policy objects, GPO). 
Local Group Policy (LGPO nebo LocalGPO) je GPO pro správu samostatných počítačů bez Active Directory.

## Charakteristika
Pomocí GPO lze nastavit, co uživatelé na počítači smí nebo nesmí dělat, například požadavky na sílu hesla.